# Meeting (Aufmarsch der Nullen)
Meeting (Aufmarsch der Nullen) ist eine Zeichnung des deutschen Künstlers Werner Heldt. Sie zeigt eine Menschenmenge mit Fahnen und Transparenten auf einem städtischen Platz. Die einzelnen Menschen sind lediglich durch ihre Köpfe in Form der Ziffer Null dargestellt. Die Kohlezeichnung entstand zwischen 1933 und 1935 im Exil des Künstlers auf Mallorca und gilt als Auseinandersetzung mit den Aufmärschen der Nationalsozialisten und allgemein dem Phänomen der Masse, dem Heldt auch andere Bilder und einen Essay widmete. Die Zeichnung gehört zu den am häufigsten publizierten Werken des Künstlers.

## Bildbeschreibung
Das Bild wird beherrscht von einer Reihung der Ziffer Null in nahezu unendlichen Schleifen. Für den Betrachter entsteht aus den Nullen das Meer von Köpfen einer großen Menschenansammlung. Sie wird im Hintergrund von Häuserfassaden begrenzt, die in der senkrechten Mittelachse des Bildes eine Straße freigeben, durch die der Menschenstrom zum perspektivischen Fluchtpunkt einer schwarzen Kirche fließt. Am rechten Bildrand befindet sich die schräge Fassade eines Hauses, links ist eine in der Höhe versetzte Hausecke zu erkennen. Die erhöhte Beobachterposition ist möglicherweise auf einen Fensterblick zurückzuführen.
Die eng gereihten Nullen wirken für Verena Hein „wie ein undurchdringbares Geflecht“. Sie werden zum Bildvordergrund hin dichter und damit auch schwärzer. Weiße Tafeln ohne erkennbare Beschriftung sind in der Linienführung ausgespart. Sie strukturieren durch ihre Ordnung (drei Tafeln auf der horizontalen Mittelachse, dahinter fünf Tafeln auf einer Höhe, in der Fluchtstraße eine weitere Tafel) das Bild. Im Kontrast dazu stechen schwarze Fahnen und Banner ungeordnet aus der Menge hervor. Sie wurden nachträglich in die Zeichnung eingefügt, und auch ihnen fehlt jede differenzierte Gestaltung. Weder aus Fahnen noch aus Tafeln ist ein spezifischer Zweck der Menschenansammlung abzulesen.

## Titel, Datierung und Provenienz
Die Zeichnung ist unbeschriftet. Sowohl der Titel als auch die Datierung der Zeichnung weichen in unterschiedlichen Publikationen ab. Eberhard Seel verwendete in seinem Werkverzeichnis die Bezeichnung Meeting und datierte „um 1935“. In der von Heldt selbst durchgesehenen Monografie von 1948 war die Zeichnung als Meeting 1935 aufgeführt. Die Berlinische Galerie betitelte das Werk lange Zeit als Aufmarsch der Nullen und datierte 1933/34. Dem folgte der Ausstellungskatalog Ich und die Stadt aus dem Jahr 1987, der als Entstehungsort Puerto de Andraitx angab. Im Jahr 2025 verwendete die Berlinische Galerie den Titel Meeting (Aufmarsch der Nullen) und erweiterte das Datum auf 1933–35.
Das Wasserzeichen des Guarro-Büttenpapiers verweist auf eine spanische Papiermühle, deren Produkte Heldt vermutlich in seinem Exil in Mallorca bezogen hatte, bevor er 1936 wegen des Spanischen Bürgerkriegs nach Berlin zurückkehrte. Auch die inhaltliche Nähe zum 1935 fertiggestellten Essay Einige Beobachtungen über die Masse sowie anderen Massendarstellungen aus demselben Jahr stützen für Verena Hein das Entstehungsdatum 1935.
Es ist unbekannt, ob Heldt 1936 bei seiner Rückkehr nach Deutschland kontrolliert wurde und wie er die verfängliche Zeichnung einführte. Er könnte das Blatt zwischen anderen Arbeiten versteckt oder vorab per Post geschickt haben. Die Zeichnung wurde 1946 in Heldts erster Einzelausstellung in der Galerie Gerd Rosen ausgestellt und 1948 in der ersten Monografie über Heldt von Gert H. Theunissen abgebildet. Das Bild befand sich 1975 in der Sammlung von Siegfried Enkelmann, der Heldts Werke während des Krieges fotografiert hatte. Im selben Jahr erwarb es die Berlinische Galerie aus Mitteln der Stiftung DKLB und aus Mitteln des Senators für Wissenschaft und Kunst.

## Interpretation
Martin Schieder nennt den Aufmarsch der Nullen „eine unverhohlene Paraphrase auf die Massenaufmärsche der NSDAP“. Die „monotone Aneinanderreihung der leeren Köpfe“ stehe für die Gleichschaltung und Annullierung des Individuums. Sowohl die „schwarzen Fensterlöcher“ der Häuser als auch die Tafeln und Fahnen ohne Inhalt verstärken dieses Bild, letztere werden „zur Metapher für die Entindividualisierung und Entmündigung des Menschen“. Karin Sagner schließt an, dass der „Gleichschritt der Masse“ den Einzelnen zur „manipulierbaren und kalkulierbaren Null“ mache. Laut Kristine Haarmann ist das Motiv eine „stringente Versinnbildlichung von Leere und Hohlheit“ bei der Massenbasis des nationalsozialistischen Regimes. Diether Schmidt beschreibt einen Aufmarsch von SA-Kolonnen, die die Straßen wie eine „steigende stumme Flut“ überschwemmen.
Für Eberhard Roters ist Meeting Heldts einzige im engen Sinne politische Arbeit. Er sieht die Zeichnung aber vor allem als Illustration seines zur gleichen Zeit entstandenen Essays Einige Beobachtungen über die Masse. Verena Hein führt aus, dass die „Null als Ziffer ohne eigenen Wert“ Heldts Sichtweise auf die Masse wiedergebe, die den einzelnen Menschen in seinem Wesen verändere. In seinem Essay prägte Heldt den Ausdruck „Massenstück“ für ein vernunftloses Wesen, das sich zur Masse verbindet. Darauf bezieht Susanne Drexler die Verbindung der Nullen in Meeting, die wie in Schreibschrift fließend ineinander übergehen. Hein zieht die Verbindung zur Écriture automatique, der „automatischen Schrift“ der Surrealisten.
Drexler verweist auch auf eine Analogie zu Werner Sombarts soziologischer Definition des Begriffs der Masse, die ebenfalls mit der Gleichsetzung von Menschen mit einer Zahl operiert: „[M]an nennt Masse die zusammenhanglosen, amorphen Bevölkerungshaufen namentlich in den modernen Großstädten, die, aller inneren Gliederung bar, vom Geist, das heißt von Gott verlassen, eine tote Menge von lauter Einsen bilden“. Dabei sei die Masse der Nullen bei Heldt allerdings keine von ideologischer oder proletarischer Gemeinsamkeit, keine „latente Masse“ im Sinne Wilhelm Vleugels’, sondern „völlig ideenlos“, nur „von außen miteinander verbunden.“

## Werkkontext

### Einige Beobachtungen über die Masse
Neben seinen Arbeiten in der bildenden Kunst war Heldt auch schriftstellerisch tätig. Er schrieb Gedichte, Essays sowie Prosatexte. Der Essay Einige Beobachtungen über die Masse ist Heldts umfangreichster Text. Eine erste Fassung schrieb Heldt bereits 1927 im Alter von 23 Jahren. Er beendete den Essay aber erst – auch unter dem Eindruck des Zeitgeschehens in Deutschland – 1935 im Exil in Mallorca. Danach schrieb Heldt seiner Mutter: „Mit meiner Schrift habe ich mich gesundgeschrieben. Jetzt bin ich nicht mehr verrückt, sondern weiß, daß meine ‚Krankheit‘ darin besteht, daß ich am Kollektivwahnsinn nicht teilhaben kann.“ Heldt plante eine Veröffentlichung, seine Psychoanalytikerin regte an, den Text an die Ehefrau von C. G. Jung zu schicken. Letztlich wurde der Essay aber erst postum 1976 von Wieland Schmied veröffentlicht.
Anfang des 20. Jahrhunderts beschäftigten sich diverse Soziologen und Philosophen mit der um sich greifenden Idee einer „Masse“. Im Gegensatz zur unverbundenen Menschenmenge definierte Ernesto Grassi den Begriff als gerichtete Ansammlung von Menschen, die zu einer gemeinsamen Handlung verführt werden können. Grundlegende Untersuchungen des Phänomens, auf denen Heldts Essay aufbaute, stammten von Gustave Le Bon (Psychologie der Massen, 1912), Sigmund Freud (Massenpsychologie und Ich-Analyse, Das Unbehagen in der Kultur, 1921/1930) sowie José Ortega y Gasset (Der Aufstand der Massen, 1931). Zudem griff Heldt die These des kollektiven Unbewussten von C. G. Jung auf. Aus seiner persönlichen Erfahrung der Bedrohung durch die Massenorganisationen des Nationalsozialismus erforschte er mehrere Merkmale des Faschismus und beschäftigte sich mit Schlagworten wie „Freiheit“, „Hygiene“, „Dekadenz“, „Kraft“, „Despotismus“, „Bourgeoisie“, „Opfer“ und „Individualismus“.
Heldt verstand sich als Außenseiter in der Gesellschaft, deren Formation zu einer Masse ihm Angst machte. So stehen am Beginn seines Essays einige Ausführungen zum Thema Mut: „Eine heutzutage besonders seltene Art von Mut scheint mir nun die zu sein, welche sich darin äußert, daß man allein steht, auch gegen die Majorität. Besonders verfemt: besonders verdienstvoll. Zumal in einer Zeit des ‚Massenheroismus‘. Einer Zeit, in der die Masse in panischem Entsetzen dem Abgrunde zurennt, den Krieg herbeisehnt, blutige Umwälzungen, chaotische Krisen, mit der Todesangst eines, der den Krampf des Blutsturzes nicht länger mehr unterdrücken zu können meint.“ Von einer negativen Erfahrung in seiner Kindheit ausgehend beschrieb Heldt verschiedene Selbstversuche mit Gruppenansammlungen, die von der Sehnsucht nach Zugehörigkeit bis zur Konfusion bei der Auflösung einer Versammlung reichten.
Die Mitläufer der Masse bezeichnete er mit dem Begriff „Massenstück“ und stellte sie dem „schöpferischen Menschen“ gegenüber. Dieser vereine Introversion und Extraversion, das Innenleben mit der Anerkennung der Realität, eine Fähigkeit die dem „Massenstück“ sein Scheitern bei der Persönlichkeitsbildung vor Auge führe. Deswegen verfolgen die Gescheiterten, die zu Despoten werden, ihn mit dem Ziel, „den schöpferischen Menschen durch Desorientation wehrlos zu machen.“ Mit der Definition des „schöpferischen Menschen“ brachte Heldt sein Selbstverständnis als Künstler in einem widrigen gesellschaftlichem Umfeld zum Ausdruck. Sowohl in seiner Individualität als auch in seiner Homosexualität fühlte er sich nicht anerkannt und existenziell gefährdet, was im Frühjahr 1933, nur wenige Monate nach der Machtergreifung Adolf Hitlers, zur Flucht ins spanische Exil führte.

### Massenszenen
Auch in seinem bildnerischen Werk setzte sich Heldt wiederholt mit dem Phänomen der Masse auseinander. Diether Schmidt zählt zwischen 1926 und 1948 insgesamt 24 Arbeiten zu dem Thema mit einer breiten Variation von Inhalten und Aussagen. Massenszenen finden sich bereits in den Revolutionszeichnungen von 1927 bis 1930. Diese können noch in Bezug auf Heldts Vorfahren verstanden werden, die in der gescheiterten Märzrevolution 1848 auf republikanischer Seite kämpften. In späteren Darstellungen traten aktuelle Auseinandersetzungen in den Mittelpunkt, das historische Motiv wandelte sich zur Zeitkritik. Prägend hierfür war der Spartakusaufstand 1919, den Heldt als Jugendlicher miterlebte. Er beschrieb: „Tagsüber […] trieben wir Jungens uns in den Straßen umher mit der dunklen Menge.“
Heldts Zeichnungen kombinieren den städtischen Raum, sein durchweg bevorzugtes Sujet, mit einer Menschenmenge. In Aufruhr (Demonstration) (1928) bewegt sich ein Demonstrationszug auf den Betrachter zu. Auffällig ist hier schon die Betonung der Köpfe, nicht der Körper, und der Einsatz spitzer Fahnen zur Rhythmisierung der Struktur. Aufruhr (1935) greift das Motiv im Exil wieder auf, aber die Gesichter sind nun ausgestaltet, werden zu Fratzen bis zur Karikatur eines zeitgenössischen Hitlerbarts. In Der Anführer (um 1935) gesellt sich zur Masse ihr Anführer, der die Balkonbrüstung erklimmt, den Betrachter ins Geschehen einbezieht und zu einer Stellungnahme zwingt. Heldt kommentierte hier sowohl das nationalsozialistische Führerprinzip als auch die Bedrohung seiner eigenen Vermeidungsstrategie des Rückzugs in die Innerlichkeit.

Aufruhr (Demonstration), 1928 (Seel 102), Bleistift auf Papier, 21 × 33 cm, Privatsammlung
Aufruhr, 1935 (Seel 313), Kohle auf Ingres, 47 × 62,6 cm, Berlinische Galerie
Der Anführer, um 1935 (Seel 318), Kohle auf Ingres, 36 × 60 cm, Staatsgalerie Stuttgart
le dictateur, 1945 (o. WVZ), Tuschfeder auf Papier, 32 × 20,4 cm, Berlinische Galerie

Nach 1945 kehrte Heldt zu den historischen Massendarstellungen zurück, hielt aber auch die durch die Ruinen ziehenden Ströme von obdachlosen Bombenopfern und Flüchtlingen fest. In le dictateur (1945), der Vision eines Diktators, der die Masse überragt und beherrscht, stellte Heldt die Schuldfrage des deutschen Volkes. Durch den Einsatz des Französischen sorgte er für eine Sprachbarriere zwischen sich und seinen Landsleuten. Dies lässt sich auch in Texten wiederfinden, in denen er die Mitläufer des NS-Regimes als „boches“ titulierte. Die Masse wird nicht länger aus Nullen gebildet, doch sind die Gesichter mit schwarzen Augenhöhlen und strich- oder punktförmigen Mündern schematisch gestaltet. Auch diese „Massenstücke“ sind ihrer Individualität beraubt und entmündigt. Am 18. März 1948 machte die östlich orientierte Berliner Zeitung mit der Zeichnung eines Demonstrationszuges unter schwarz-rot-goldenen Flaggen auf und titelte: „Keine Macht der Welt kann trennen, was zusammengehört“. Es ist allerdings nicht bekannt ob diese Stellungnahme zur Teilung Deutschlands Heldts Intention war oder lediglich eine tagespolitische Auslegung der Zeitungsredaktion.
Diether Schmidt sieht Heldts gesamtes Œuvre geprägt von einer „skeptische[n] Polemik gegen Massenwahn und Diktatorengläubigkeit“. Die Umsetzung gelinge in seinen charakteristischen menschenleeren Stadtbildern, Fensterbildern und Stillleben auf „feinere und verdecktere Art“ als in den Massenzeichnungen. Dem kriegstreiberischen Schlagwort vom Volk ohne Raum habe er einen „Raum ohne Volk“ entgegengesetzt, die Vision einer entvölkerten Stadt als Gleichnis für Einsamkeit und Entfremdung des Künstlers.

## Kunstgeschichtliches Umfeld
Der belgische Maler James Ensor übte einen großen Einfluss auf Heldt aus.  Dieser besuchte ihn während des Zweiten Weltkriegs persönlich. Insbesondere die Werkgruppe der Massenszenen ist auf Ensor zurückzuführen, der in Bildern wie Der Einzug Christi in Brüssel (1888/89) die „Abgründe menschlichen Kollektivsinns“ (laut Verena Hein) untersuchte. Wo Ensor Masken einsetzt, um die individuellen Wesenszüge zu verstecken, zeigt auch Heldt Wesen ohne Physiognomie und spricht dem Einzelnen damit seine Individualität ab, seine Nullen sind die „Masken des Mobs“. Weitere Massendarstellungen Ensors, auf denen Heldts Bildfindung aufsetzt, sind etwa Die Kathedrale (1886), Musik in der Rue Flandre (1891) und Der Tod verfolgt die Menschenherde (1896).

James Ensor: Der Einzug Christi in Brüssel (1888/89), Öl auf Leinwand, 253 × 431 cm, J. Paul Getty Museum, Los Angeles
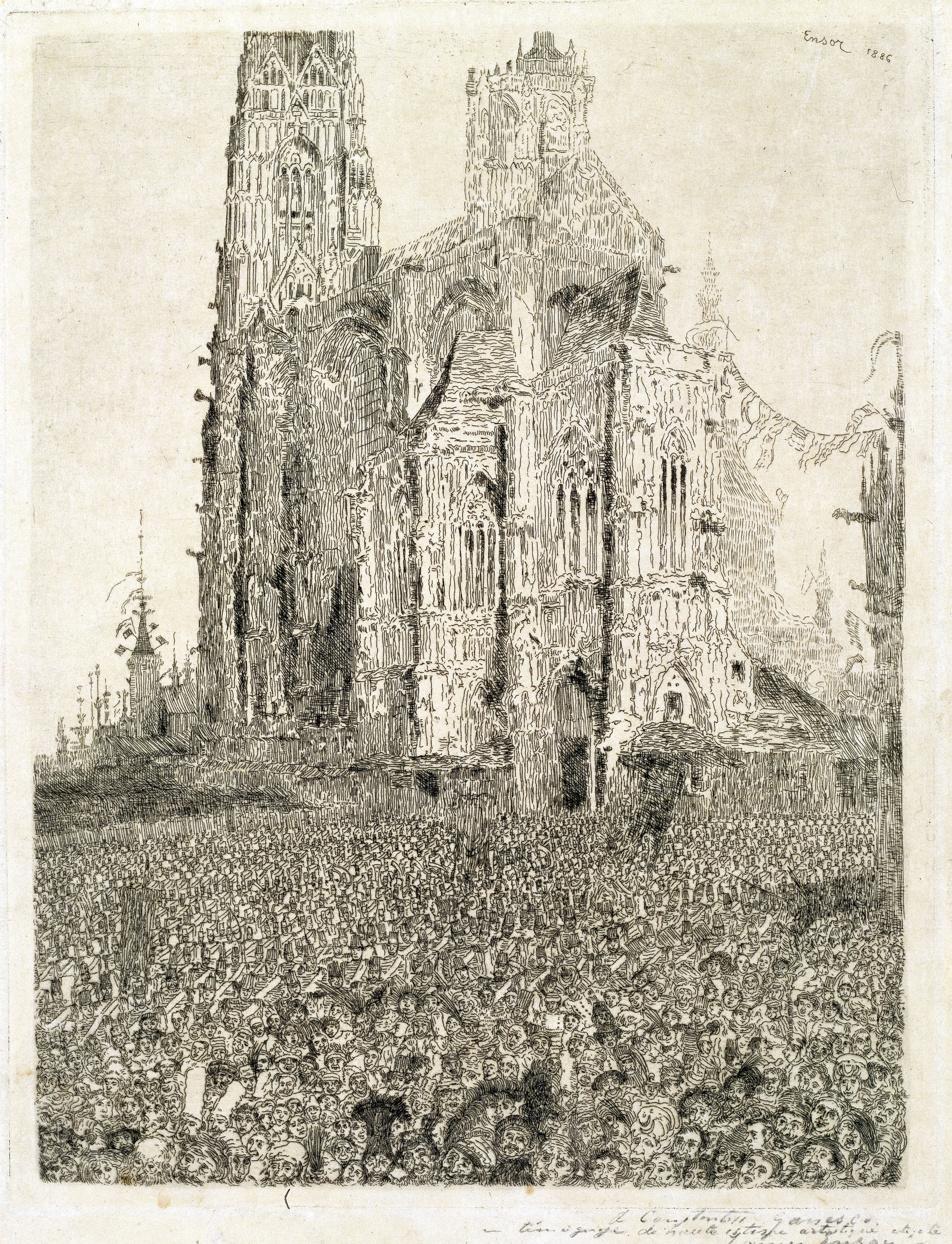
James Ensor: Die Kathedrale (1886), Radierung, 24,0 × 17,8 cm, Museum für Schöne Künste, Gent
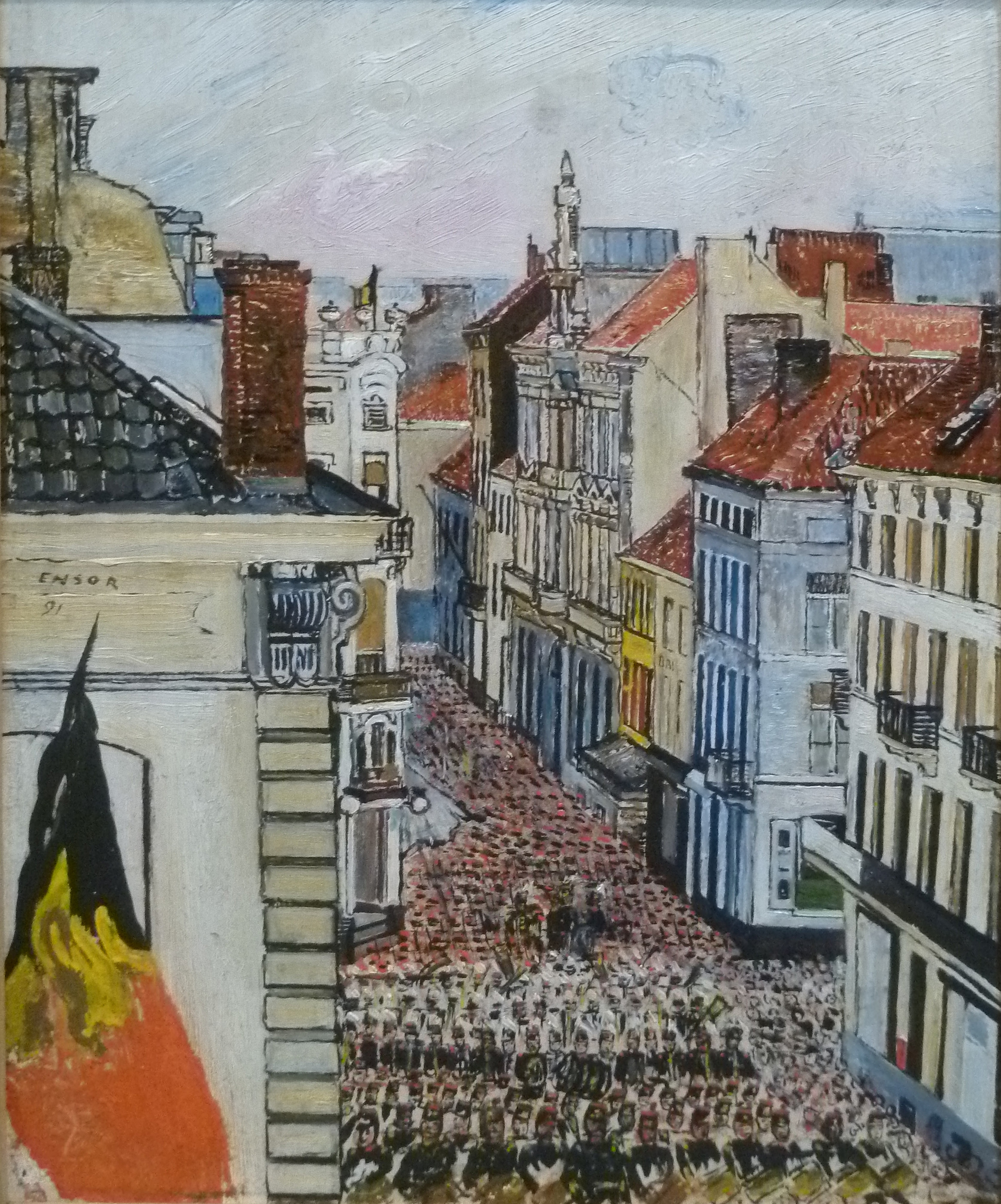
James Ensor: Musik in der Rue Flandre (1891), Öl auf Leinwand, 24,0 × 19 cm, Königliches Museum der Schönen Künste Antwerpen
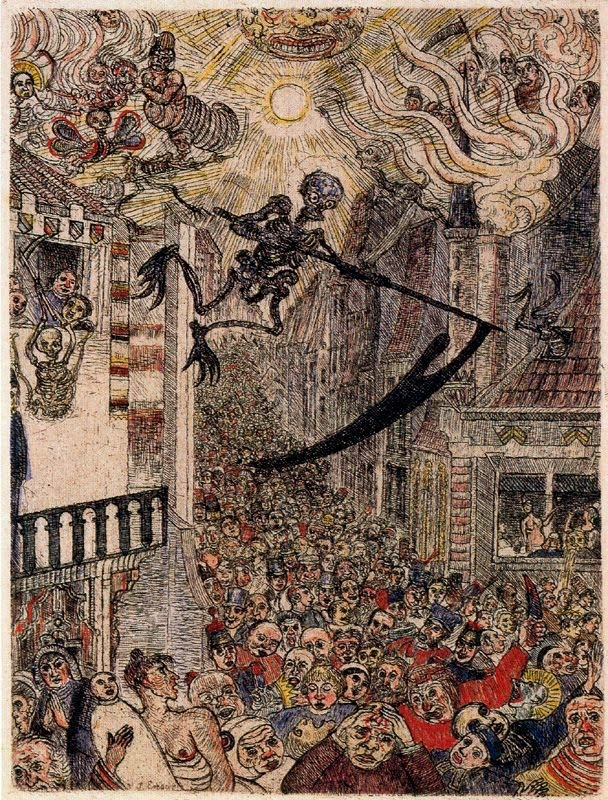

Auch bei Heldts Zeitgenossen finden sich Massendarstellungen in unterschiedlicher Gestaltung. Otto Griebels Gemälde Die Internationale (1929/30) zeigt einen Aufmarsch von Arbeitern in der Weimarer Republik, deren ausgearbeitete Gesichter eigenständige Wesenszüge und persönliche Geschichten transportieren. Ludwig Meidners Zeichnung Am Vorabend des Krieges von 1914 fängt die Mobilmachung zum Ersten Weltkrieg ein. Meidner zeigt ebenfalls einzelne Menschen, wenn auch mit überzeichneten, maskenhaften Gesichtern, während Heldts anonyme Masse aus Mitläufern ohne jede individuelle Geschichte oder Meinung besteht und die leeren Plakate nicht einmal eine kollektive Gesinnung verkünden. In A. Paul Webers Lithografie Das Verhängnis (1932) schließlich marschiert die Masse willenlos in einen Sarg, wobei Hakenkreuze einen eindeutigen Zeitbezug herstellen.
Kristine Haarmann zieht den Vergleich von Heldts Nullen zum Maler des Lochs, als der sich George Grosz nach dem Zweiten Weltkrieg in mehreren Zeichnungen und Gemälden porträtierte. Wie Heldt war auch Grosz 1933 aus Deutschland emigriert und lebte seither im amerikanischen Exil.

## Rezeption
Meeting (Aufmarsch der Nullen) ist laut Martin Blättner „wohl die einprägsamste Zeichnung“ Werner Heldts, die ihn über seine Heimatstadt Berlin hinaus bekannt gemacht habe. Sie gehört zu den am häufigsten veröffentlichten Werken des Malers. Laut Susanne Drexler ist Meeting eines der bekanntesten „Massebilder“ und wird in Publikationen zum Thema häufig als Illustration eingesetzt. Susanne Asal bezeichnete das Bild im Jahr 2022 als „hochaktuell“.
Der Aufmarsch der Nullen hat auch andere Künstler angeregt. Werner Brunner verschachtelte in Unentwegter Aufmarsch der Nullen Heldts Zeichnung dreifach ineinander, um damit eine „Potenzierung und Aktualisierung“ zu erreichen. Jürgen Trautwein setzte sich in der Ausstellung Over_Top Aufmarsch der Nullen mit den Themen Masse und Rechtspopulismus auseinander. Matthias Beckmann gab dem Titel Aufmarsch der Nullen einen ganz anderen Inhalt: dicht gedrängte Luftballons mit dem Aufdruck O2 in einem Schaufenster.
In einer Besprechung der Zeichnung im Rahmen der Reihe Out and About. Queere Sichtbarkeiten in der Sammlung der Berlinischen Galerie aus den Jahren 2019/2020 fand Gastautorin Stefanie-Lahya Aukongo die Abgebildeten und den beobachtenden Künstler gleichermaßen „privilegiert“. Sie suchte vergeblich nach einer Aussage, die über Schock und Abscheu hinausgeht, und vermisste vor allem ihre eigene Repräsentation.